# Melville-eiland (Canada)
Melville-eiland (Engels: Melville Island) in de Noordelijke IJszee is een van de Koningin Elizabetheilanden in Canadese Arctische Archipel. Het gebied ten westen van 110° westerlengte behoort bestuurlijk tot het territorium Northwest Territories, het gebied ten oosten daarvan tot Nunavut.
Het eiland is onbewoond en is 42.149 km² groot. Het is daarmee qua oppervlakte het 8e eiland van Canada. Het hoogst punt meet 776 m.
In 1819 werd het eiland ontdekt door William Edward Parry. Hij noemde het naar de Britse admiraal Robert Dundas, burggraaf Melville.